# Великоднє
Великоднє (рос. Великодне) — колишній хутір у Лугинській волості Овруцького повіту Волинської губернії та Колцько-Кривотинській і Кривотинській сільських радах Лугинського й Емільчинського районів Коростенської й Волинської округ та Київської області.

## Населення
У 1906 році налічувалося 49 мешканців, дворів — 6, у 1924 році — 114 осіб (з перевагою населення польської національности), 23 двори.

## Історія
У 1906 році — хутір Лугинської волості (2-го стану) Овруцького повіту Волинської губернії. Відстань до повітового центру, м. Овруч, становила 73 версти. Найближче поштово-телеграфне відділення розміщувалося у міст. Іскорость.
У 1923 році увійшов до складу новоствореної Колцько-Кривотинської сільської ради, яка, 7 березня 1923 року, включена до складу новоутвореного Лугинського району Коростенської округи. 5 лютого 1933 року, разом з іншими населеними пунктами Колцько-Кривотинської сільської ради, підпорядкований Кривотинській сільській раді Емільчинського району Київської області.
Знятий з обліку до 1 жовтня 1941 року.